# One Planet Summit
Le One Planet Summit est une série de réunions internationales dont le but est de financer la « transition écologique ».
La première réunion s'est tenue le 12 décembre 2017 à La Seine Musicale, sur l'île Seguin, à Boulogne-Billancourt (France).

## 2017:1reédition à Paris

### Organisation
Le One Planet Summit est organisé par la France, l'Organisation des Nations unies et la Banque mondiale, réunissant près de 4 000 participants dont une cinquantaine de chefs d'État et de gouvernement.

### Les engagements principaux
- La Commission européenne veut un secteur financier au service du climat : les entreprises et les technologies doivent s'investir dans des pratiques durables.
- La Banque mondiale ne participera plus au financement des énergies fossiles.
- Les banques de développement devront libérer plus de moyens financiers pour les dépenses en lien avec l'accord de Paris.
- Les fonds souverains décident de s'engager et de financer davantage des actions en faveur de l'action climatique. Ils décident de former une coalition entre la Norvège, les Émirats arabes unis, l'Arabie saoudite, le Qatar, le Koweït et la Nouvelle-Zélande.
- Les investisseurs institutionnels feront pression sur les 100 entreprises cotées les plus émettrices de gaz à effet de serre.
- Axa s'engage à désinvestir encore dans le charbon (2,4 milliards d'euros supplémentaires de ses actifs dans le charbon et 700 millions d'euros de ses actifs dans les sables bitumineux).
- De nombreuses entreprises s'engagent à être transparentes et à fournir les informations nécessaires aux investisseurs quant à leur impact sur le climat.
- Un accord entre le Programme des Nations unies pour l'environnement et le Centre international pour la recherche en agroforesterie devra lever plus de moyens pour financer des projets durables dans les pays en développement.
- Pour préserver les ressources, un fonds de lutte contre la dégradation des terres et la désertification est mis en place. Des moyens financiers vont également être débloqués en faveur de la mise en place d'une agriculture responsable.
- La fondation Gates, BNP Paribas et la Commission européenne vont débloquer des moyens financiers pour aider les jeunes chercheurs de pays émergents[3].

### Manifestation
En marge de la conférence, plusieurs ONG de défense de l’environnement, parmi lesquelles la Fondation Nicolas Hulot, manifestent devant le Panthéon contre les énergies fossiles.

## 2018:2eédition à New York
Lors de cette édition, Emmanuel Macron et Narendra Modi reçoivent le prix de « Champion de la Terre ».
Emmanuel Macron annonce la création du One Planet Lab, un laboratoire regroupant économistes, chercheurs et industriels qui s'est tenu en mars 2019.

## 2019:3eédition à Nairobi
Cette édition est consacrée majoritairement au rôle du continent africain dans la lutte contre le changement climatique. Le continent est alors responsable de 4% des émissions mondiales de gaz à effet de serre, alors que 65% de la population africaine est considérée comme touchée par le changement climatique.

## 2021:4eédition à Paris
Cette édition est consacrée à la biodiversité, et à la relance de la diplomatie verte stoppée par le Covid-19.

## 2022:5eédition à Brest
Cette édition est intitulée One Ocean Summit et est destinée à la préservation des océans. Elle est organisée dans le cadre de la Présidence française du Conseil de l’Union européenne.
41 pays sont présents au sommet : Allemagne, la Barbade, Canada, Chine, Chypre, Colombie, Comores, Congo, Corée du Sud, Costa- Rica, Côte d’Ivoire, Croatie, Égypte, Espagne, États-Unis, France, Gabon, Ghana, Grèce, Inde, Irlande, Islande, Italie, Japon, Madagascar, Malte, Maroc, Mexique, Monaco, Namibie, Norvège, Palaos, Panama, Papouasie-Nouvelle-Guinée, Portugal, Royaume-Uni, Sénégal, Seychelles, Tanzanie, Tonga, Tunisie. 500 experts sont intervenus.

## 2023:6eédition à Libreville
Cette édition est intitulée One Forest Summit et a pour objet la préservation des forêts, et notamment des forêts tropicales,.

## 2023:7eédition à Paris
Du 8 au 10 novembre 2023, la 7e édition du One Planet Summit s'est tenue à Paris, au Muséum d'Histoire naturelle et au Palais Bongniart, sur la thématique de la protection de la Cryosphère,,.
Cette édition est intitulée « One planet - Polar summit », et regroupe un forum scientifique. Elle est organisée par Olivier Poivre d'Arvor, ambassadeur chargé des pôles et des enjeux maritimes.

### Volet scientifique
Un groupe de scientifiques internationaux dirigés par Antje Boetius et Jérôme Chappellaza pour mandat de présenter un nouvel état des lieux sur le sujet. Le sommet est l'occasion du lancement de la fondation Albédo pour la Cryosphère, par l'explorateur polaire Frédérik Paulsen en collaboration avec le CNRS.

### Volet politique
La France se fixe pour objectif de doubler le nombre de pays membres de la coalition « Ambition on melting ice » (Ambition sur la fonte des glaces), créée lors de la COP27 et comptant 20 États membres.
À l'occasion du sommet, Emmanuel Macron annonce que la France investira un milliard d'euros dans la recherche sur les pôles. Ce montant ira principalement à destination des universités, à la rénovation des stations polaires (le président annonce notamment la reconstruction dès 2026 de la station Dumont d'Urville), la construction du navire polaire Michel Rocard,, le financement sur dix ans de l'Institut polaire français Paul-Émile-Victor, toujours non effectif en 2025, alors qu'il est en grande difficulté financière.